# みにくいカエルの娘
『みにくいカエルの娘』（みにくいカエルのコ）は、漫画：小林嵩人、脚本：八蔦生人による日本の漫画作品。集英社の漫画雑誌『ウルトラジャンプ』にて2013年8月号から2015年2月号まで連載された。

## 登場人物
エルカ

アル

ヨマ

## 書誌情報
- 小林嵩人（漫画）・八蔦生人（脚本） 『みにくいカエルの娘』 集英社〈ヤングジャンプ・コミックス・ウルトラ〉、全3巻
  1. 2014年1月22日第1刷発行（1月17日発売[集 1]）、ISBN 978-4-08-879756-4
  2. 2014年7月23日第1刷発行（7月18日発売[集 2]）、ISBN 978-4-08-890002-5
  3. 2015年2月24日第1刷発行（2月19日発売[集 3]）、ISBN 978-4-08-890110-7